# Элена Зареши
Элена Зареши (настоящие имя и фамилия — Элина Лаццарески) (итал. Elena Zareschi; 23 июля 1916, Буэнос-Айрес, Аргентина — 31 июля 1999, Лукка, Тоскана, Италия) — итальянская актриса
 театра, кино и телевидения.

## Биография
Родилась в семье итальянских эмигрантов. В середине 1930-х годов переехала в Рим и поступила в Экспериментальный киноцентр, который окончила в 1937 году. В том же году дебютировала в кино в драме L’ultima nemica. Активно выступала на театральной сцене, где дебютировала в 1939 году.
Драматическая актриса.
За свою творческую карьеру до 1980 года снялась в более 40 фильмах и сериалах. Играла в кинолентах режиссёров Марио Бава, У. Барбаро, Марио Камерини, В. Туржанского, Д. Форцано и других.
Выступала на радио, занималась озвучиванием.

## Избранная фильмография
- Женщина для всех / La signora di tutti (1934)
- L’ultima nemica (1938)
- Jeanne Doré (1938)
- Ultima giovinezza (1939)
- Sei bambine e il Perseo (1939)
- M.A.S. (1942)
- Don Giovanni (1942)
- Il mercante di schiave (1942)
- Gelosia (1942)
- Rita da Cascia (1943)
- Peccatori (1945)
- Il contrabbandieri del mare (1948)
- Il grido della terra (1949)
- Ombre sul Canal Grande (1951)
- Странствия Одиссея / Ulisse (1954)
- Il conte Aquila (1955) (1957)
- Царь Ирод Великий / Erode il grande (1959)
- Сюрпризы любви / Le sorprese dell’amore (1959)
- Казаки / I cosacchi (1960)
- Тесей против Минотавра / Teseo contro il minotauro (1960)
- Сафо, Венера с Лесбоса / Saffo — Venere di Lesbo (1960)
- Col ferro e col fuoco (1962)
- La lunga ombra del lupo (1971)
- Philo Vance (1974)